# Wassergewinnung
Bei der Wassergewinnung wird Wasser aus verschiedenen Quellen auf unterschiedliche Arten gewonnen.

## Niederschlagswasser
Niederschlagswasser (wie Regen, Schnee, Nebel oder Hagel) steht zwar fast überall je nach örtlicher Niederschlagshöhe zur Verfügung, die Versorgung auf dieser Grundlage ist jedoch wegen der unregelmäßigen und nicht vorhersehbaren Verteilung sehr unsicher. Hinzu kommt, dass Regenwasser entsprechend seiner Beschaffenheit für den menschlichen Gebrauch u. U. nicht unmittelbar geeignet ist (elektrolytfrei).

## Oberflächenwasser

### Flusswasser

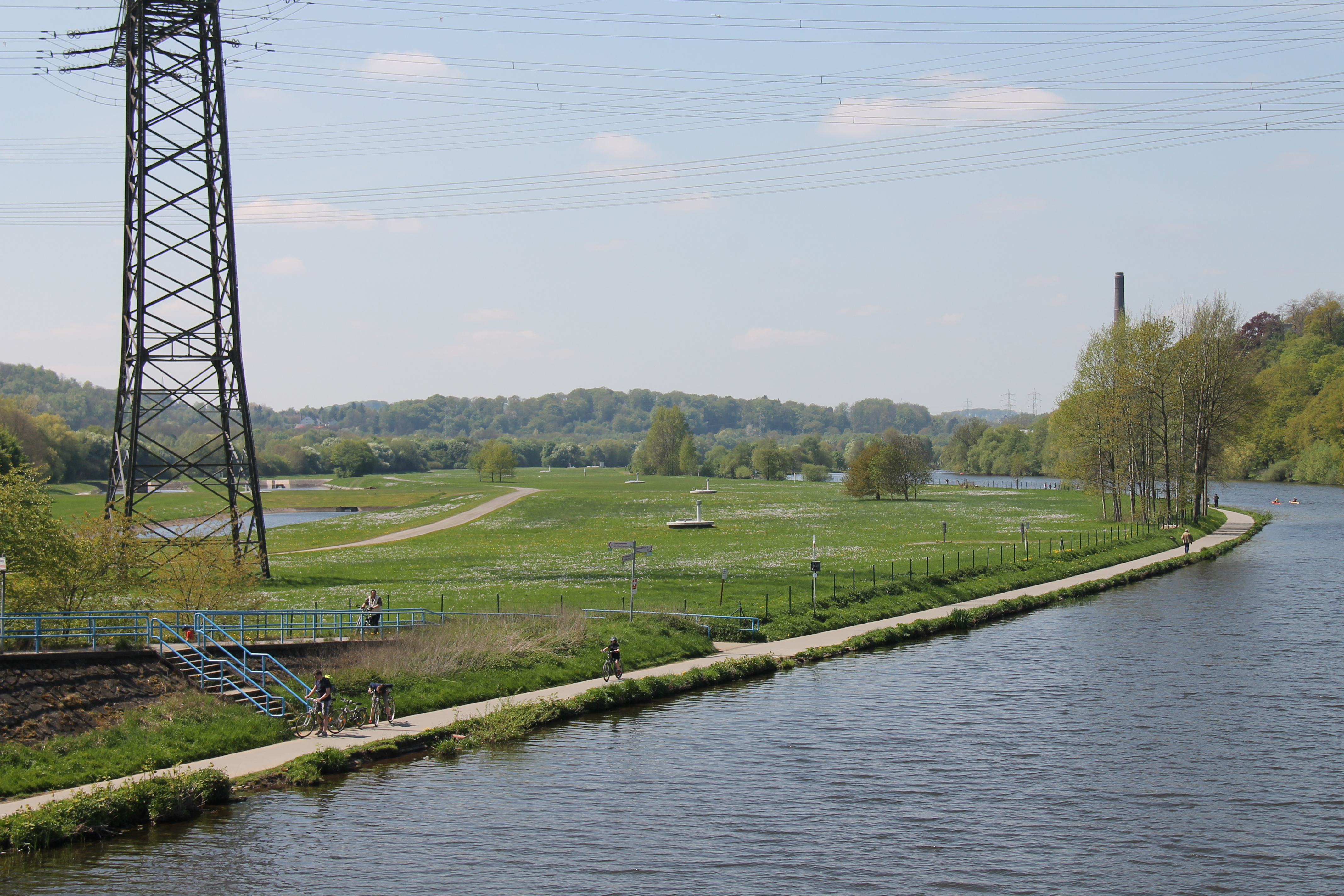
Blick auf die Wassergewinnungsanlage in Essen-Burgaltendorf an der Ruhr

Flusswasser ist Verunreinigung am stärksten ausgesetzt und deshalb für Trinkwasserversorgung am wenigsten geeignet. Nur wenn kein anderes Wasser verfügbar ist, sollte auf Flusswasser zurückgegriffen werden.
Flusswasser wird auf Grund seiner starken Qualitätsschwankungen vorwiegend für die Betriebswasserversorgung verwendet. Die Wasserqualität ist oft nicht ausreichend für eine wirtschaftliche Nutzung zur Wasserversorgung, bzw. nur nach aufwändiger Aufbereitung. Um Wasser mit geringem Schwebstoffgehalt und besserer Qualität zu gewinnen, sowie einen besseren Temperaturverlauf zu erzielen und die Aufbereitung des Wassers einfacher auszulegen, versucht man, soweit es die geologischen Formationen gestatten, Uferfiltrat zu erschließen.

### Seewasser
Zur Seewassergewinnung eignen sich vorwiegend nährstoffarme, tiefe Seen mit ausreichendem Zulauf. Im Gegensatz zu flachen Seen schaffen Seen ab etwa 40 m Tiefe einen ähnlichen Temperaturausgleich wie das Grundwasser. Die Wasserqualität hängt im Wesentlichen von der Zufuhr von Verunreinigungen aus den Zuflüssen des Einzugsgebietes und den Uferbereichen, sowie der Nutzung des Sees (z. B. Freizeit und Erholung) ab. Gewinnbar ist allgemein nur der mittlere jährliche Zulauf, abzüglich der Verluste, während das Volumen des Sees ausgleichend wirkt.

### Talsperrenwasser
Talsperrenbecken entstehen durch künstliche Sperrung von Tälern. Sie können große Trink- und Brauchwasserreserven aufnehmen und dabei gleichzeitig als Rückhaltebecken zur Regulierung der Abflussschwankungen von Flüssen sowie als Wasserspeicher für Wasserkraftanlagen dienen (Mehrzweck-Talsperren). Der Wasserspiegel im Reservoir einer Talsperre schwankt meistens erheblich je nach Entnahme des Wassers für die vorgesehene Nutzung. Der wechselnde Wasserstand in den Talsperren unterscheidet diese künstlichen Seen wesentlich von den natürlichen Seen, die im Allgemeinen geringe Wasserspiegelschwankungen aufweisen. Im Wesentlichen wird die Wasserqualität, so wie bei natürlichen Seen, durch die Qualität der Zuflüsse aus dem Einzugsgebiet bestimmt.

### Meerwasser
Der Hauptanteil aller Niederschläge entsteht durch Verdunstung über den Weltmeeren, die somit von maßgeblicher Bedeutung für die Wasserwirtschaft sind. Die Bemühungen, Meerwasser zu entsalzen, haben bereits in der Antike eingesetzt. Jedoch ist in den letzten 40 Jahren für viele Länder, besonders in den ariden und semiariden Gebieten der Erde die Frage der Gewinnung von Trink- und Betriebswasser immer dringlicher geworden. Zwar stehen ausgereifte Konstruktionen für Entsalzungsanlagen zur Verfügung, wobei die Entwicklung zu noch leistungsfähigeren Anlagen geht. Dabei ist noch nicht abzusehen, ob ein z. Zt. noch unwirtschaftliches Verfahren später durch seine Weiterentwicklung durchaus attraktiv werden kann.

## Sickerwasser
Sickerwasser ist ursprüngliches Niederschlagswasser, das sich zunächst unterirdisch vertikal bewegt. Trifft es auf eine wasserundurchlässige Schicht so entsteht Schichtenwasser, das entweder vor Ort verharrt oder sich bei Gefälle horizontal bewegt. Sickerwasser als auch Schichtenwasser sind streng gesehen auch Grundwasser, da bei längerem Aufenthalt im Boden daraus Grundwasser wird. Grundwasser wird auch durch einsickernden Niederschlag erneuert/aufgefüllt.

## Grundwasser

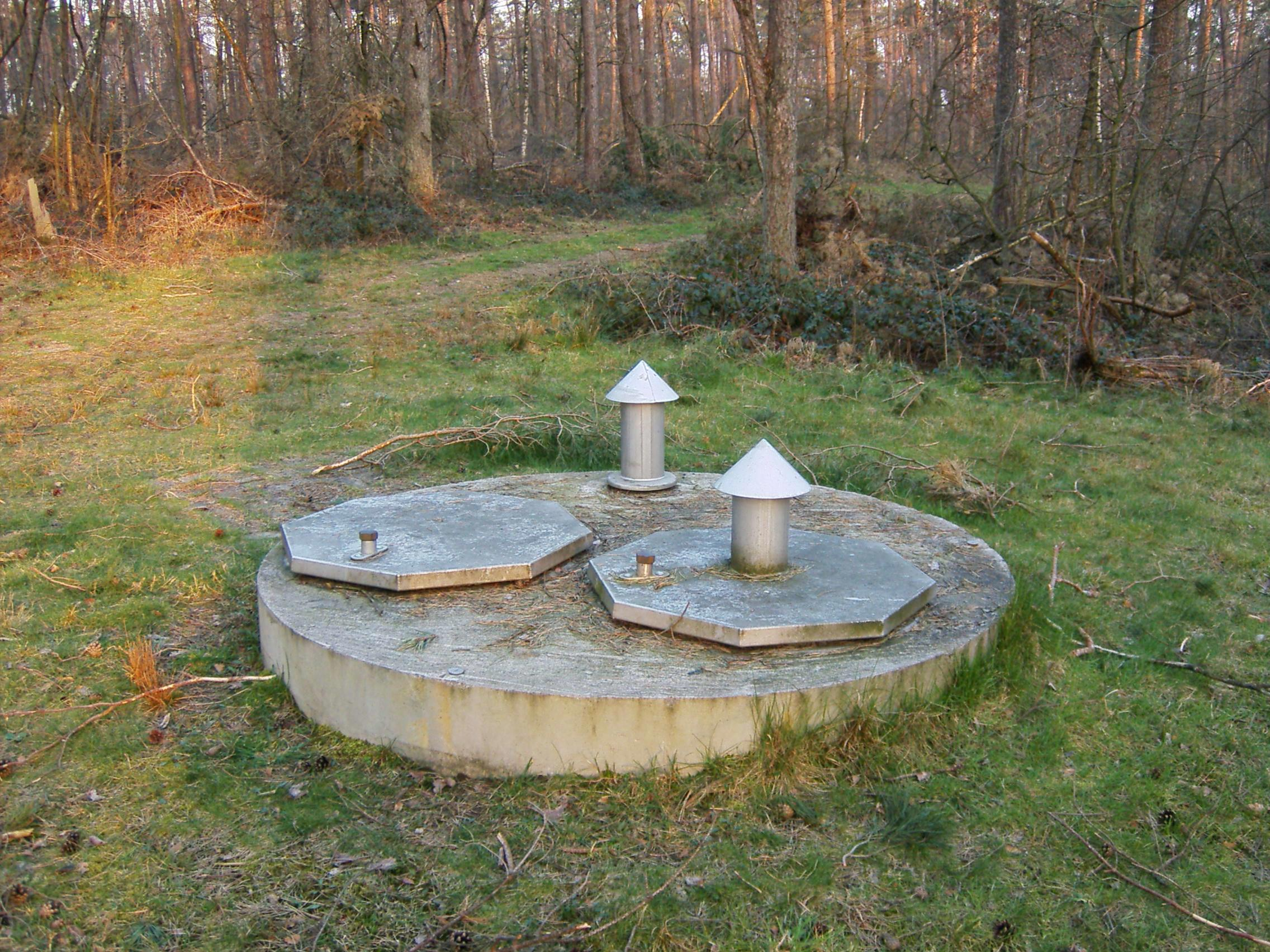
Brunnenkopf eines Trinkwasserförderbrunnens auf dem Münsterländer Kiessandzug

Grundwasser wird aufgrund seiner häufig sehr stabilen Qualität bevorzugt zur Trinkwassergewinnung genutzt.
Ca. 25 % der Weltbevölkerung erhalten ihr Trinkwasser aus Karst-Aquiferen. Das Institut für angewandte Geowissenschaften am Karlsruher Institut für Technologie (KIT) veröffentlichte als Projekt der IAH Karst Commission (International Association of Hydrogeologists) im September 2017 auf dem 44. jährlichen Kongress der IAH in Dubrovnik in Ergänzung der 2000 veröffentlichten Grundwasser-Weltkarte (World-wide Hydrogeological Mapping and Assessment Programme, WHYMAP) zusammen mit dem Federal Institute for Geosciences and Natural Resources (BGR) und der UNESCO eine „Weltkarte der Karst-Grundwasserleiter“ (World Karst Aquifer Map).

## Luftfeuchtigkeit
Luftfeuchtigkeit wird zur Wassergewinnung genutzt in Gegenden, in denen sich morgendlicher Nebel üblicherweise durch Luftbewegungen und Sonneneinstrahlung auflöst. Dies ist in bestimmten Regionen wie Friesland in Tauteichen möglich. Anderswo wird Kondenswasser an aufgestellten Netzen erzeugt und gesammelt. In einer solchen Anlage werden in Chungungo (Chile) etwa 12.000 Liter Trinkwasser pro Tag gewonnen.
Es gibt wissenschaftliche Forschungsarbeiten, welche die Technik des Nebeltrinker-Käfers für die Wassergewinnung nützen.
Siehe auch Luftbrunnen und Nebelkondensation.

## Methoden zur Wassergewinnung

### Oberflächenwasser
Die Gewinnung von Oberflächenwasser erfolgt in der Regel durch Pump- oder Schöpfwerke. Bei Talsperren sind es oftmals spezielle Auslässe im Sperrbauwerk, die eine Entnahme auch aus tieferen Wasserschichten erlauben.

### Grundwasser
Grundwasser wird überwiegend aus Brunnen gewonnen oder es werden natürliche Quellen genutzt.

### Sickerwasser
Da sich in den Bergen aufgrund von wasserundurchlässigen Schichten oft Sickerwasser über dem eigentlichen Grundwasser sammelt (Speicher von Sickerwasser werden Schichtenwasser genannt), baute man schon früh in den Hochebenen des antiken Iran Stollen und Schächte um versickerndes Niederschlagswasser aufzufangen. Diese Technik wird Qanat genannt.

### Niederschlagswasser
Zur Gewinnung von Niederschlagswasser werden künstliche oder natürliche Becken genutzt, z. B. Zisternen, Regentonnen oder ähnliches. Für unorthodoxe Wassergewinnungsverfahren werden auch speziellere Methoden wie z. B. Netze eingesetzt.

## Wasseraufbereitung
Das aus den verschiedenen Quellen gewonnene Rohwasser wird häufig, je nach Bedarf, mit unterschiedlichem Aufwand in Wasseraufbereitungsanlagen weiterverarbeitet.